# 1917 في أستراليا
فيما يلي قوائم الأحداث التي وقعت خلال عام 1917 في أستراليا.

## سياسة

### تعيين في المنصب
- 1 يناير – تشارلز ريتشموند غلوفر Lord Mayor of Adelaide ‏.
- 1 يناير – جون دويل عضو الجمعية التشريعية لنيو ساوث ويلز ‏.
- 15 فبراير – ألفرد جيمس جونز Member of the Queensland Legislative Council ‏.
- 1 مارس – جون إيرل عضو مجلس الشيوخ الأسترالي [الإنجليزية]‏.
- 24 مارس – توم سميث عضو الجمعية التشريعية لنيو ساوث ويلز ‏.
- 17 أبريل – جون كوهن Speaker of the New South Wales Legislative Assembly [الإنجليزية]‏.
- 5 مايو – بيلي هيوز عضو مجلس النواب الأسترالي ‏.
- 5 مايو – جورج ماكسويل عضو مجلس النواب الأسترالي ‏.
- 5 مايو – جون ليستر عضو مجلس النواب الأسترالي ‏.
- 5 مايو – جيمس بايلي عضو مجلس النواب الأسترالي ‏.
- 12 مايو – بيرت إدواردز عضو المجلس النيابي لجنوب أستراليا ‏.
- 21 مايو – والتر هاميلتون عضو المجلس النيابي لجنوب أستراليا ‏.
- 14 يونيو – أليوت جونسون Speaker of the Australian House of Representatives [الإنجليزية]‏.
- 30 يونيو – ويليام سبينس عضو مجلس النواب الأسترالي ‏.
- 1 يوليو – توماس كروفورد عضو مجلس الشيوخ الأسترالي [الإنجليزية]‏.
- 1 يوليو – جوزيه توماس عضو مجلس الشيوخ الأسترالي [الإنجليزية]‏.
- 1 يوليو – ماثيو ريد عضو مجلس الشيوخ الأسترالي [الإنجليزية]‏.
- 14 يوليو – ديفيد غوردون وزير التعليم ‏، Minister of Repatriation ‏.
- 14 يوليو – ريتشارد باتلر وزير مالية جنوب أستراليا [الإنجليزية]‏.
- 29 سبتمبر – جون ستيوارت عضو الجمعية التشريعية لأستراليا الغربية ‏.
- 1 نوفمبر – جون هال عضو الجمعية التشريعية  في فيكتوريا ‏.
- 15 نوفمبر – بيل سلاتر عضو الجمعية التشريعية  في فيكتوريا ‏.

### انتهاء فترة المنصب
- 1 يناير – جون غراي عضو الجمعية التشريعية  في فيكتوريا ‏.
- 1 يناير – كروفورد هيو Leader of the Australian Labor Party (SA Branch) ‏،وزير مالية جنوب أستراليا [الإنجليزية]‏، رئيس وزراء جنوب أستراليا ‏.
- 1 يناير – ويليام براون عضو المجلس التشريعي لنيوساوث ويلز ‏.
- 14 فبراير – ألفرد جيمس جونز عضو المجلس التشريعي لولاية كوينزلاند ‏.
- 21 فبراير – جون هاينز عضو الجمعية التشريعية لنيو ساوث ويلز ‏.
- 21 مارس – جون آدمسون عضو المجلس التشريعي لولاية كوينزلاند ‏.
- 21 مارس – جون غان عضو المجلس النيابي لجنوب أستراليا ‏.
- 26 مارس – جوزيه توماس عضو مجلس النواب الأسترالي ‏.
- 5 مايو – ألفرد هامبسون عضو مجلس النواب الأسترالي ‏.
- 5 مايو – إرنست كار عضو مجلس النواب الأسترالي ‏.
- 5 مايو – بيلي هيوز عضو مجلس النواب الأسترالي ‏.
- 5 مايو – جورج بورنس عضو مجلس النواب الأسترالي ‏.
- 5 مايو – جيمس شارب عضو مجلس النواب الأسترالي ‏.
- 5 مايو – كينغ أومالي عضو مجلس النواب الأسترالي ‏.
- 5 مايو – ويليام سبينس عضو مجلس النواب الأسترالي ‏.
- 13 يونيو – تشارلز مكدونالد Speaker of the Australian House of Representatives [الإنجليزية]‏.
- 30 يونيو – ألبرت قاولد عضو مجلس الشيوخ الأسترالي [الإنجليزية]‏.
- 30 يونيو – إدوارد فيندلي عضو مجلس الشيوخ الأسترالي [الإنجليزية]‏.
- 30 يونيو – جيمس ستيوارت عضو مجلس الشيوخ الأسترالي [الإنجليزية]‏.
- 30 يونيو – ديفيد واتسون عضو مجلس الشيوخ الأسترالي [الإنجليزية]‏.
- 14 يوليو – جون هيو Attorney-General of South Australia [الإنجليزية]‏.
- 27 أغسطس – ديفيد غوردون وزير التعليم ‏، Minister of Repatriation ‏.
- 29 نوفمبر – الكسندر بيكوك Premier of Victoria [الإنجليزية]‏.

## مواليد

### يناير
- 1 يناير – آرثر إرنست بيشوب مهندس أسترالي.
- 1 يناير – دوغلاس بوكستون متسابق يخت أسترالي.
- 1 يناير – دون غراهام لاعب دوري رغبي أسترالي.
- 1 يناير – راي إليوت لاعب كركيت أسترالي.
- 1 يناير – كين بانكس لاعب دوري رغبي أسترالي.
- 1 يناير – نيل أوكونور نفساني أسترالي.
- 1 يناير – هيو هاستينغز كاتب أسترالي.
- 6 يناير – جورج رايت قاضي أسترالي.
- 16 يناير – إدوارد سلاتر
- 19 يناير – فينلاي كريسب
- 19 يناير – لين غوردون سياسي أسترالي.

### فبراير
- 7 فبراير – هاري جيبس قاضي أسترالي.
- 24 فبراير – ليزلي دوغلاس جاكسون

### مارس
- 1 مارس – دون أندرسون
- 2 مارس – تشارلي بيج لاعب كرة قدم أسترالي.
- 11 مارس – نانسي كاتو

### أبريل
- 22 أبريل – سيدني نولان فنان أسترالي.
- 30 أبريل – ميرفين وود مُجدّف أسترالي.

### مايو
- 1 مايو – غريغ كيهو سياسي أسترالي.
- 9 مايو – هيلين بالمر
- 27 مايو – دونالد كوكرين اقتصادي أسترالي.
- 28 مايو – ليونيل برودي لاعب كرة مضرب أسترالي.

### يونيو
- 2 يونيو – بيغي أنطونيو لاعبة كركيت أسترالية.
- 5 يونيو – نايجل كولين طيار بطل أسترالي.
- 6 يونيو – ريج هيرست سياسي أسترالي.
- 21 يونيو – بيتر سيم سياسي أسترالي.

### يوليو
- 14 يوليو – بي أ. بي موران
- 14 يوليو – جيم أرمسترونغ لاعب دوري رغبي أسترالي.
- 27 يوليو – ميرفين هورتون مؤرخ فن أسترالي.

### أغسطس
- 20 أغسطس – دودلي إرفين سياسي أسترالي.
- 25 أغسطس – جاي إل. ماكي فيلسوف أسترالي.

### سبتمبر
- 3 سبتمبر – هيو لامبي
- 4 سبتمبر – كيث سميث
- 7 سبتمبر – جون كورنفورث
- 12 سبتمبر – تشارلز جونز سياسي أسترالي.
- 14 سبتمبر – فيليس فروست
- 17 سبتمبر – جورج بيرس سياسي أسترالي.
- 22 سبتمبر – جون فاولر سياسي أسترالي.
- 23 سبتمبر – فنسنت كولينز لاعب كريكت أسترالي.

### أكتوبر
- 5 أكتوبر – دونالد إليس لاعب كركيت أسترالي.
- 5 أكتوبر – كينيث جاكوبس
- 15 أكتوبر – دون كاميرون سياسي أسترالي.
- 17 أكتوبر – سومنر لوك إليوت كاتب أسترالي.
- 30 أكتوبر – أنتوني تايلور
- 31 أكتوبر – نورمان جاكوبسون لاعب دوري رغبي أسترالي.

### نوفمبر
- 1 نوفمبر – فرانك نيجري لاعب كرة قدم أسترالي.
- 6 نوفمبر – إلوين لين فنان أسترالي.
- 15 نوفمبر – رون تومسون
- 22 نوفمبر – جون كليري
- 27 نوفمبر – ليندسي ستيوارت سميث

### ديسمبر
- 8 ديسمبر – يان جونسون لاعب كركيت أسترالي.
- 13 ديسمبر – آن ريتشاردز ممثلة أسترالية.
- 17 ديسمبر – توم كالدر لاعب كرة قدم أسترالي.
- 28 ديسمبر – جون مكمان لاعب كركيت أسترالي.
- 31 ديسمبر – بات هيلز سياسي أسترالي.

## وفيات

### يناير
- 1 يناير – توم بروس (مواليد 1885) لاعب دوري رغبي أسترالي.
- 30 يناير – هارولد باركر (مواليد 1892) لاعب كرة قدم أسترالي.

### فبراير
- 11 فبراير – لورا فورستر (مواليد 1858)

### مارس
- 27 مارس – بيرسي تشيري (مواليد 1895) ضابط أسترالي.

### أبريل
- 11 أبريل – ألف ويليامسون (مواليد 1893) لاعب كرة قدم أسترالي.
- 11 أبريل – بيرسي بلاك (مواليد 1877) جندي أسترالي.
- 13 أبريل – لانسلوت ريتشاردسون (مواليد 1895)

### مايو
- 1 مايو – ويليام بورغس (مواليد 1847) سياسي أسترالي.
- 3 مايو – ستان مارتن (مواليد 1889) لاعب كرة قدم أسترالي.
- 3 مايو – هارولد كوربيت (مواليد 1890) لاعب دوري رغبي أسترالي.
- 6 مايو – ألفرد جون نورث (مواليد 1855) عالم طيور أسترالي.
- 10 مايو – ليو رانكين (مواليد 1879) لاعب كرة قدم أسترالي.

### يوليو
- 2 يوليو – ويليام هولمز (مواليد 1862)

### أغسطس
- 1 أغسطس – إدوين فاولر (مواليد 1850)
- 4 أغسطس – سيسيل بيري (مواليد 1846) لاعب كركيت أسترالي.
- 15 أغسطس – جون هاينز (مواليد 1850) صحفي أسترالي.
- 16 أغسطس – والتر هيوز (مواليد 1882) لاعب كريكت أسترالي.
- 31 أغسطس – آدم ماثر (مواليد 1860) لاعب كريكت أسترالي.

### سبتمبر
- 14 سبتمبر – بيلي هارفي (مواليد 1892) لاعب كرة قدم أسترالية أسترالي.
- 20 سبتمبر – جاك كوبر (مواليد 1889) لاعب كرة قدم أسترالي.
- 20 سبتمبر – جيم نيكولاس (مواليد 1890) لاعب كرة قدم أسترالي.
- 24 سبتمبر – فريدريك هانسون (مواليد 1872) لاعب كركيت أسترالي.
- 25 سبتمبر – جورج إليوت (مواليد 1885) لاعب كرة قدم أسترالي.

### أكتوبر
- 4 أكتوبر – فريدريك كولينز (مواليد 1881) لاعب كركيت أسترالي.
- 12 أكتوبر – كلارنس جيفريز (مواليد 1894)
- 12 أكتوبر – لويس ماكجي (مواليد 1888) ضابط أسترالي.
- 15 أكتوبر – بيل فيشر (مواليد 1883) لاعب كرة قدم أسترالية أسترالي.
- 18 أكتوبر – سومنر لوك (مواليد 1881) شاعرة أسترالية.

### ديسمبر
- 27 ديسمبر – جون بيل (مواليد 1886) لاعب كرة قدم أسترالية أسترالي.